# 독일의 과학자 목록
이 문서는 독일 과학자의 목록 문서이다. 성(family name)의 알파벳 순으로 정렬되어 있다.
- 아돌프 폰 바이어
- 프리드리히 베르기우스
- 막스 보른
- 카를 보슈
- 베르너 폰 브라운
- 로베르트 분젠
- 아돌프 부테난트
- 카린 얀츠
- 언스트 체인
- 막스 델브뤽
- 게르하르트 도마크
- 파울 에를리히
- 만프레트 아이겐
- 알베르트 아인슈타인
- 레온하르트 오일러
- 헤르만 에밀 피셔
- 요제프 폰 프라운호퍼
- 카를 프리드리히 가우스
- 프리츠 하버
- 오토 한
- 베르너 하이젠베르크
- 헤르만 폰 헬름홀츠
- 구스타프 헤르글로츠
- 알렉산더 폰 훔볼트
- 이마누엘 칸트
- 아우구스트 케쿨레
- 요하네스 케플러
- 아타나시우스 키르허
- 구스타프 키르히호프
- 블라디미르 쾨펜
- 고트프리트 빌헬름 라이프니츠
- 유스투스 폰 리비히
- 니클라스 루만
- 미하엘 메스틀린
- 헤르만 민코프스키
- 요하네스 페터 뮐러
- 하인리히 올베르스
- 막스 플랑크
- 율리우스 플뤼커
- 카를 슈바르츠실트
- 루돌프 피르호
- 오토 하인리히 바르부르크
- 알프레트 베게너
- 한스 빙클러
- 프리드리히 뵐러
- 테오도어 볼프 (지질학자)
- 콘라트 추제